# Gubernatorzy Turks i Caicos

Flaga gubernatora Turks i Caicos.

Gubernator Turks i Caicos reprezentuje brytyjską monarchię. Jest powoływany przez monarchę na wniosek brytyjskiego rządu. Jego główną rolą jest mianowanie premiera Turks i Caicos oraz 5 członków Rady Legislacyjnej (parlament).
Gubernator posiada własną flagę, przedstawiającą flagę Zjednoczonego Królestwa z herbem Turks i Caicos pośrodku.
Wyspy Turks i Caicos były dependencją Jamajaki aż do czasu uzyskania niepodległości przez wyspę w 1962. W latach 1965–1973 były administratowane przez gubernatora Bahamów. Gdy w 1973 Bahamy uzyskały niepodległość Turks i Caicos otrzymały odrębnego gubernatora.

## Lista gubernatorów Turks i Caicos
- Alexander Graham Mitchell 1973-1975
- Arthur Christopher Watson 1975-1978
- John Clifford Strong 1978-1982
- Christopher J. Turner 1982-1987
- Michael J. Bradley 1987-1993
- Martin Bourke 1993-1996
- John Kelly 1996-2000
- Mervyn Jones 2000-2002
- Cynthia Astwood 2002 tymczasowo
- Jim Poston 2002-2005
- Mahala Wynns 2005 tymczasowo
- Richard Tauwhare 2005-2008
- Mahala Wynns 2008 tymczasowo
- Gordon Wetherell 2008-